# Najran

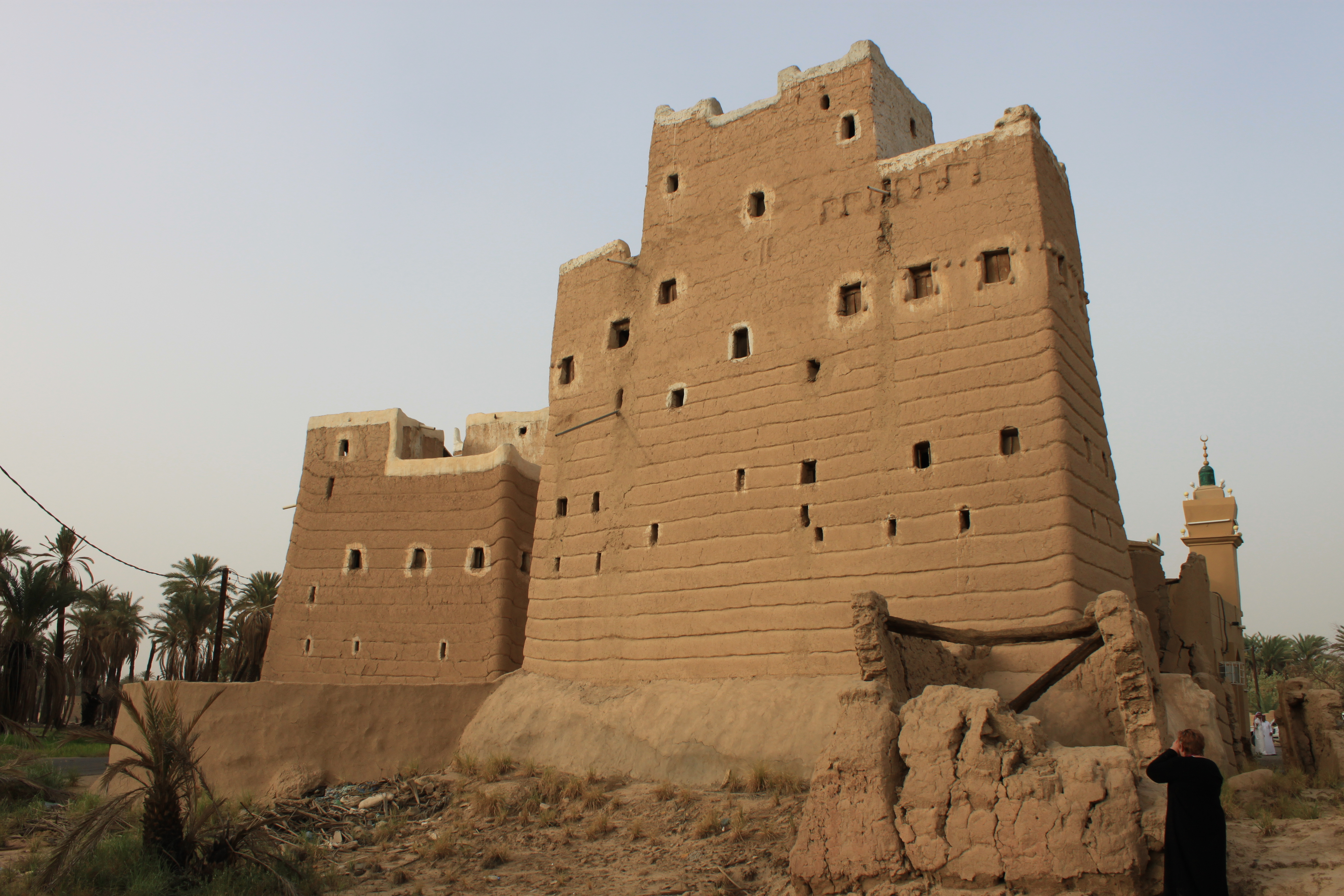
Traditionellt hus i Najran.

Najran (arabiska: نجران, Naǧrān) är en stad i sydvästra Saudiarabien, huvudstad för provinsen med samma namn. Den ligger nära gränsen till Jemen och hade 298 288 invånare vid folkräkningen 2010.
Najran ligger i en oas i ett fruktbart område, och har dadel- och spannmålsproduktion samt boskapsavel. Under äldre tider var staden en viktig producent av myrra och virak som såldes till Mellanöstern och medelhavsländerna.